# Križišće
Križišće est une localité de Croatie située dans la municipalité de Kraljevica, dans le comitat de Primorje-Gorski Kotar. En 2001, la localité comptait 99 habitants.

## Démographie
| 1948 | 1953 | 1961 | 1971 | 1981 | 1991 | 2001 |
| ---- | ---- | ---- | ---- | ---- | ---- | ---- |
| 88   | 89   | 88   | 98   | 88   | 86   | 99   |